# Marc Helvi Blasió
Marc Helvi Blasió (en llatí Marcus Helvius Blasio) va ser un magistrat romà. Formava part de la gens Hèlvia, i de la família dels Blasió, d'origen plebeu.
Va ser elegit edil plebeu l'any 198 aC i pretor el 197 aC. Va obtenir la Hispània Ulterior com a província que va trobar molt revoltada. Quan ja havia entregat el govern de la província al seu successor, es va haver de quedar a Hispània degut a una llarga malaltia, on hi va estar encara un any més, encetada la revolta de 197 aC. Ja de retorn, amb una guàrdia de sis mil soldats que li havia posat el pretor Appi Claudi, va ser atacat per un exèrcit de vint mil celtibers prop d'Iliturgi, però els atacants van ser derrotats i uns dotze mil van morir. Va ocupar llavors Iliturgi, segons Quint Valeri Ànties. Aquesta victòria li va valdre una ovació concedida pel senat el 195 aC, però no va poder optar al triomf en haver lluitat a la província d'un altre. L'any 194 aC va ser un dels Triumviri coloniae deducendae que van fundar la colònia romana de Sipontum a la Pulla.